# Josephine Troup
Emily Joséphine Troup (7 juillet 1853, Clapton, Londres - 11 avril 1912, Saltwood, Kent) est une compositrice anglaise. Elle a principalement composé des chants et des œuvres pour piano et violon. Une bourse à son nom a été créée à la Royal Academy of Music, à Londres.

## Œuvres
Troup est connue pour ses chants pour enfant.
- The Daddy Longlegs (Texte : Edward Lear)
- The Duck and the Kangaroo (Texte : Edward Lear)
- The Jumblies (Texte : Edward Lear)
- In love, if love be love (Texte : Lord Alfred Tennyson)
- On a faded violet (Texte : Percy Bysshe Shelley)
- On a faded violet (Texte: Percy Bysshe Shelley)
- The Daddy Longlegs (from Nonsense Songs) (Texte : Edward Lear)
- The Duck and the Kangaroo (from Nonsense Songs) (Texte : Edward Lear)
- The Jumblies (from Nonsense Songs) (Texte : Edward Lear)
- Today (Texte : Thomas Carlyle) [4]